# 丹波篠山市立丹南中学校
丹波篠山市立丹南中学校（たんばささやましりつ たんなんちゅうがっこう）は、兵庫県丹波篠山市味間新にある公立中学校。

## 沿革
- 1962年4月1日 - 丹南町立大山中学校・丹南町立味間中学校・丹南町立城南中学校・丹南町立古市中学校が併合し、開校。
- 1999年4月1日 - 合併により篠山市立丹南中学校と改称。
- 2019年5月1日 - 篠山市が丹波篠山市に名称変更したことに伴い、丹波篠山市立丹南中学校に改称[1]。

## 交通アクセス
- 舞鶴若狭自動車道丹南篠山口インターチェンジから車で約3分
- JR西日本福知山線篠山口駅から徒歩約20分

## 著名な卒業生
- 酒井隆明（丹波篠山市長、元兵庫県議会議員）
- 田中邦裕（実業家。さくらインターネット代表取締役社長）※在学中、横浜市立南戸塚中学校へ転校
- 千紗（girl next door(デビュー当時はGIRL NEXT DOOR)のボーカル・作詞担当）
- 日置有紀（車いすモデル）、（女優）

## 通学区域が隣接している学校
- 丹波篠山市立西紀中学校
- 「丹波篠山市立西紀中学校、丹波篠山市立篠山中学校から選択可能な区域」
- 丹波篠山市立篠山中学校
- 丹波篠山市立今田中学校
- 丹波市立山南中学校

その他、「当校と他の学校から選択可能な区域」は、以下の区域とも隣接している。
- 丹波市立柏原中学校[2]
- 丹波市立春日中学校[2]
- 三田市立藍中学校[3]
- 三田市立長坂中学校[3]
- 三田市立上野台中学校[4]